# Varaždinske barokne večeri
Varaždinske barokne večeri su hrvatski glazbeni festival.
Festival je osnovan 1968. godine, a održava se od 1971. godine. Na repertoaru je barokna glazba. Glavnina programa održava se u Varaždinu, a dio programa i u obližnjim hrvatskim gradovima. Mjesta održavanja koncerata su: crkve, dvorci, palače i koncertne dvorane. Na festivalu su nastupili brojni hrvatski i inozemni glazbeni solisti, operni pjevači i orkestri. Vrijeme održavanja festivala je kraj rujna i početak listopada. Uz izvođenje barokne glazbe, u popratnom programu organiziraju se likovne izložbe, predstavljanja knjiga, glazbeni seminari i sl., obično također na temu baroka. Festival se redovito održava pod pokroviteljstvom Predsjednika Republike Hrvatske. 
Festival svake godine ima zemlju partnera. Do sada su zemlje partneri bili Njemačka, Češka, Poljska, Slovačka, Izrael, Austrija, Ruska Federacija, Italija, Francuska, Španjolska, Mađarska, Japan, Švedska, Slovenija, Irska, Švicarska.
Na kraju festivala dodjeljuju se nagrade: 
- nagrada "Ivan Lukačić" za muzikološki rad koji pridonosi istraživanju hrvatske glazbene baštine te za najviši izvodilački domet ansambla.
- nagrada "Jurica Murai" za najbolju interpretaciju.
- nagrada "Kantor" za najbolju izvedbu djela Johanna Sebastiana Bacha.

## Vanjske poveznice
- Službena stranica Varaždinskih baroknih večeri